# Bentes
António de Deus da Costa Matos Bentes de Oliveira, plus couramment appelé Bentes, né le 29 août 1927 à São João do Souto, Braga, est un footballeur international portugais. Il évolue au poste d’attaquant, et réalise toute sa carrière à l'Académica de Coimbra. Au terme de cette dernière il devient professeur des écoles.

## Biographie
Bentes commence sa carrière professionnelle à l'Académica de Coimbra, le 9 décembre 1945 face à l’Atlético CP, et marque les esprits en inscrivant un but.
Le 27 septembre 1959, il réalise son dernier match sous les couleurs noires des étudiants face au Sporting CP. À l'issue de cette saison, il compte à son actif un total de 269 matchs en 1re division portugaise.

## Carrière
Arrêtées à l'issue de la saison 1959-1960
- 14 saisons en championnat de D.I , 269 matchs 134 buts.
- 1 saison en championnat de D.II , 26 matchs 26 buts.

## Statistiques de joueur

### Synthèse
| Saison                | Club                  | Championnat           | Championnat | Championnat | Coupe(s) nationale(s) | Coupe(s) nationale(s) | Compétition(s) continentale(s) | Compétition(s) continentale(s) | Compétition(s) continentale(s) | Sélection | Sélection | Sélection | Total | Total |
| Saison                | Club                  | Division              | M.          | B.          | M.                    | B.                    | Comp.                          | M.                             | B.                             | Équipe    | M.        | B.        | M.    | B.    |
| 1945-1946             | Académica             | Primeira Divisão      | 14          | 14          | 1                     | 2                     | -                              | 0                              | 0                              | Portugal  | 1         | 0         | 16    | 16    |
| 1946-1947             | Académica             | Primeira Divisão      | 24          | 19          | 0                     | 0                     | -                              | 0                              | 0                              | -         | 0         | 0         | 24    | 19    |
| 1947-1948             | Académica             | Primeira Divisão      | 22          | 10          | 2                     | 0                     | -                              | 0                              | 0                              | -         | 0         | 0         | 24    | 10    |
| 1948-1949             | Académica             | Segunda Divisão       | 26          | 26          | -                     | -                     | -                              | 0                              | 0                              | -         | 0         | 0         | 26    | 26    |
| 1949-1950             | Académica             | Primeira Divisão      | 25          | 13          | -                     | -                     | -                              | 0                              | 0                              | -         | 0         | 0         | 25    | 13    |
| 1950-1951             | Académica             | Primeira Divisão      | 26          | 10          | -                     | -                     | -                              | 0                              | 0                              | Portugal  | 1         | 0         | 27    | 10    |
| 1951-1952             | Académica             | Primeira Divisão      | 18          | 15          | -                     | -                     | -                              | 0                              | 0                              | -         | 0         | 0         | 18    | 15    |
| 1952-1953             | Académica             | Primeira Divisão      | 25          | 14          | -                     | -                     | -                              | 0                              | 0                              | -         | 0         | 0         | 25    | 14    |
| 1953-1954             | Académica             | Primeira Divisão      | 12          | 8           | -                     | -                     | -                              | 0                              | 0                              | -         | 0         | 0         | 12    | 8     |
| 1954-1955             | Académica             | Primeira Divisão      | 21          | 10          | -                     | -                     | -                              | 0                              | 0                              | Portugal  | 1         | 0         | 22    | 10    |
| 1955-1956             | Académica             | Primeira Divisão      | 16          | 2           | -                     | -                     | -                              | 0                              | 0                              | -         | 0         | 0         | 16    | 2     |
| 1956-1957             | Académica             | Primeira Divisão      | 23          | 9           | -                     | -                     | -                              | 0                              | 0                              | -         | 0         | 0         | 23    | 9     |
| 1957-1958             | Académica             | Primeira Divisão      | 26          | 4           | -                     | -                     | -                              | 0                              | 0                              | -         | 0         | 0         | 26    | 4     |
| 1958-1959             | Académica             | Primeira Divisão      | 15          | 5           | -                     | -                     | -                              | 0                              | 0                              | -         | 0         | 0         | 15    | 5     |
| 1959-1960             | Académica             | Primeira Divisão      | 2           | 1           | -                     | -                     | -                              | 0                              | 0                              | -         | 0         | 0         | 2     | 1     |
| Total sur la carrière | Total sur la carrière | Total sur la carrière | 295         | 160         | 33                    | 7                     | -                              | 0                              | 0                              | Portugal  | 3         | 0         | 331   | 167   |

Statistiques actualisées le 14/04/2015

### Sélection nationale duPortugal
| Sélections | Date             | Stade                    | Adversaire           | Résultat | Minutes | Compétition | Buts | Capitaine | Club              |
| ---------- | ---------------- | ------------------------ | -------------------- | -------- | ------- | ----------- | ---- | --------- | ----------------- |
| 1          | 16 juin 1946     | Estádio do Jamor, Oeiras | République d'Irlande | 3 – 1    | 47 min  | Amical      | 0    | Non       | Académica Coimbra |
| 2          | 17 juin 1951     | Estádio do Jamor, Oeiras | Belgique             | 1 – 1    | 90 min  | Amical      | 0    | Non       | Académica Coimbra |
| 3          | 19 décembre 1954 | Estádio do Jamor, Oeiras | Allemagne de l'Ouest | 0 – 3    | 60 min  | Amical      | 0    | Non       | Académica Coimbra |

## Palmarès

### Avec l'Académica de Coimbra
- Vainqueur du Championnat du Portugal de football D2 : 1 fois (1948-1949).